# Catolicós
El catolicós (del griego antiguo: καθολικός katholikós), en ocasiones escrito como catholicós, es el líder de ciertas iglesias en algunas tradiciones cristianas orientales. El título implica autocefalia y, en algunos casos, es el título del líder de una iglesia autónoma. El gobierno u oficio de un catolicós se denomina catolicosado o catolicado.
La Iglesia del Oriente, algunas iglesias ortodoxas orientales, ortodoxas y católicas orientales utilizan históricamente este título; por ejemplo, la Iglesia apostólica armenia y la Iglesia ortodoxa georgiana. En la Iglesia del Oriente, el título fue dado al jefe de la iglesia, el patriarca de la Iglesia del Oriente; aún se usa en dos iglesias sucesoras: la Iglesia asiria del Oriente y la Antigua Iglesia del Oriente, cuyos jefes son conocidos como patriarca-catolicós. En la Iglesia apostólica armenia hay dos catolicós: el catolicós de Armenia y el catholicós de la Gran Casa de Cilicia. El título de patriarca-catolicós también lo utiliza el primado de la Iglesia católica armenia, el patriarca de toda Georgia y el abuna que encabeza la Iglesia ortodoxa de Etiopía.
En la India, el mafrián de la Iglesia ortodoxa siríaca y el obispo metropolitano de la Iglesia ortodoxa siríaca jacobita (una iglesia autónoma dentro de la Iglesia ortodoxa siríaca) utilizan este título. El primero es el catolicós del Este y metropolitano de Malankara, y el segundo el catolicós de la India, pero desigualmente iguales según la constitución de la Iglesia ortodoxa siríaca y la Iglesia ortodoxa siríaca jacobita. Asimismo, el arzobispo mayor de Trivandrum usa el título de catolicós en la Iglesia católica siro-malankar.
Este título puede asimilarse al de patriarca e implicar autocefalia, aunque en algunos casos designa al primado de una Iglesia autónoma. Se ha usado tradicionalmente en la Iglesia del Oriente, algunas Iglesias ortodoxas orientales, la Iglesia ortodoxa georgiana y algunas Iglesias católicas orientales, a menudo combinado con el título patriarcal.

## Origen del título
El término 'catolicós' viene del griego antiguo καθ' ὅλου (kath'olou, "generalmente") de κατά (kata, "abajo") y ὅλος (holos, "total"), que significa "concerniente al total, universal, general". Se ha discutido si originalmente designaba a los ministros imperiales que ejercían el cargo de procurador general, un oficio financiero o civil en el Imperio romano.
El primer uso eclesiástico del título lo hizo el obispo principal de la Iglesia apostólica armenia, en el siglo IV, quien originalmente era sufragáneo de la sede de Cesarea en Capadocia. Algún tiempo después fue adoptado por los obispos de Seleucia-Ctesifonte en Persia, quienes se convirtieron en los primados de la Iglesia del Oriente. La primera afirmación de que el obispo de Selucia-Ctesifonte era superior a los otros obispados y tenía derechos patriarcales (usando un término posterior) fue hecha por el obispo metropolitano Papa bar Gaggai (o Aggai, c. 280-328), a quien un concilio en 315 concedió el título de catolicós del Oriente; en el siglo V esta afirmación se fortaleció y el metropolitano Isaac (o Ishaq, 399-c. 410), que presidió el Concilio de Seleucia-Ctesifonte, usó el título de obispo de Selucia-Ctesifonte, catolicós y cabeza de los obispos de todo el Oriente. Esta línea de catolicós se dividió varias veces desde mediados del siglo XVI y de ella surgieron los de la Iglesia católica caldea, la Iglesia asiria del Oriente y la Antigua Iglesia del Oriente.
A principios del siglo IV Albania caucásica y el Reino de Iberia (Georgia) se convirtieron al cristianismo y el primado de cada uno de esos países asumió el título de catolicós, aunque ninguno de ellos era autocéfalo, sino que estaban sujetos a los catolicós armenios, quienes luego rechazaron el Concilio de Calcedonia. A finales del siglo VI o principios del VII, los catolicós georgianos afirmaron su independencia y aceptaron la ortodoxia bizantina; en adelante, la Iglesia ortodoxa georgiana experimentó las mismas evoluciones que la griega. En 1783, Georgia se vio obligada a abolir el oficio de sus catolicós y colocarse bajo el Santísimo Sínodo Gobernante de la Iglesia ortodoxa de Rusia, país al que se unió políticamente en 1801. Los catolicós albaneses permanecieron unidos a la Iglesia armenia, con la excepción de un breve cisma hacia finales del siglo VI. Poco tiempo después, Albania fue asimilada en parte con Armenia y en parte con Georgia. No se menciona ningún catolicós en Albania después del siglo VII.
En la Iglesia católica, este título tradicional oriental fue reconocido en 1957 por el papa Pío XII. Los catolicosados de Iglesias reconocidas con el título patriarcal también son llamados "patriarcados menores", pues aunque son iguales en dignidad, tienen un lugar detrás de las antiguas sedes patriarcales de Constantinopla, Alejandría, Antioquía y Jerusalén en la precedencia de honor. Por otra parte, de acuerdo con la tradición siro-antioquena, el título de arzobispo mayor equivale al de catolicós, pues este ejerce su potestad junto con el Santo Sínodo en el catolicosado.

## Catolicós actuales

### Iglesia del Oriente
- Awa III Royel, patriarca-catolicós de la Iglesia asiria del Oriente desde el 28 de septiembre de 2021.
- Gewargis III Younan, patriarca-catolicós de la Antigua Iglesia del Oriente desde el 9 de junio de 2023.

### Iglesias ortodoxas orientales
- Karekin II, patriarca supremo y catolicós de todos los armenios de la Iglesia apostólica armenia desde el 27 de octubre de 1999.
- Aram I, catolicós de la Gran Casa de Cilicia de la Iglesia apóstolica armenia desde el 1 de julio de 1995.
- Abune Matías, patriarca-catolicós de la Iglesia ortodoxa de Etiopía desde el 28 de febrero de 2013.
- Basilio Marthoma Mateo III, catolicós del Oriente y metropolitano de la Iglesia ortodoxa de Malankara desde el 15 de octubre de 2021.
- Basilio Tomás I, catolicós del Oriente y mafrián de la Iglesia ortodoxa siríaca desde el 26 de julio de 2002.

### Iglesia ortodoxa
- Elías II, catolicós y patriarca de toda Georgia, arzobispo de Miskheta-Tiflis y metropolitano de Abjasia y Bichvinta de la Iglesia ortodoxa georgiana desde el 22 de febrero de 2012.

### Iglesia católica
- Luis Rafael I Sako, patriarca-catolicós de Bagdad de la Iglesia católica caldea desde el 6 de marzo de 2013.
- Rafael Pedro XXI Minassian, patriarca-catolicós de la Casa de Cilicia de la Iglesia católica armenia desde el 24 de octubre de 2021.
- Baselios Cleemis, arzobispo mayor de Trivandrum y catolicós de la Iglesia católica siro-malankar desde el 9 de febrero de 2007.

## Catolicós históricos
- Catolicosado de Seleucia-Ctesifonte, del que surgieron la Iglesia asiria de Oriente, la Antigua Iglesia del Oriente y la Iglesia católica caldea.
- Catolicosado de Aghtamar de la Iglesia apostólica armenia, suprimido en 1915.
- Catolicosado de Albania caucásica de la Iglesia apostólica armenia, suprimido en 1830.
- Catolicosado de Abjasia de la Iglesia ortodoxa georgiana, suprimido en 1814.
- Catolicosado de Romagyris y de Irenópolis de la Iglesia ortodoxa de Antioquía.